# 解消
| ウィキペディアには「解消」という見出しの百科事典記事はありません（タイトルに「解消」を含むページの一覧/「解消」で始まるページの一覧）。 代わりにウィクショナリーのページ「解消」が役に立つかもしれません。 |